# Western Conference (NHL)
Die Western Conference ist eine der zwei Conferences in der höchsten nordamerikanischen Eishockeyliga, der National Hockey League (NHL). Sie enthält insgesamt 16 der 32 Teams der NHL und ist weiter in zwei Divisions geteilt: In die Pacific Division und die Central Division.

## Geschichte
Die Western Conference besteht seit der Saison 1993/94 unter ihrem jetzigen Namen, der ihr verliehen wurde, um die NHL an das geographische Namenssystem anderer US-Sportligen (z. B. NBA) anzugleichen. Die Western Conference ist Nachfolgerin der Campbell Conference, die 1974/75 gegründet wurde, als die NHL nach fortschreitenden Expansionen zu groß für zwei Divisionen wurde.
Bis 1998 gab es nur zwei Divisions und einen divisions-basierten Play-off-Modus, in dem die vier besten Teams einer Division um den Divisionssieg und dann die beiden Sieger um den Conference-Titel spielten. Mit weiterer Expansion der NHL war das nicht mehr möglich. So wurde die Northwest Division in der Saison 1998/99 hinzugefügt und ein anderer Play-off-Modus eingeführt, bei dem die drei Divisionssieger direkt gesetzt sind und die verbleibenden fünf Plätze mit den punktbesten Mannschaften aller Divisionen aufgefüllt wurden.
Mit Beginn der Saison 2013/14 wurde das bestehende Konzept erneut verändert. Durch die Aufnahme neuer Teams wie den Minnesota Wild und den Columbus Blue Jackets sowie den Umzug der Atlanta Thrashers nach Winnipeg machte die neue geographische Verteilung eine Neuorganisation nötig. Dazu wurde die Northwest Division aufgelöst; zudem wechselten die Detroit Red Wings und die Columbus Blue Jackets in die Eastern Conference, während die Winnipeg Jets in die andere Richtung tauschten. Damit ergaben sich 14 Teams in der Western Conference, die zu je sieben Mannschaften auf die beiden verbliebenen Divisions (Pacific und Central) aufgeteilt wurden.
Mit dieser Umstrukturierung änderte sich auch die Vergabe der Play-off-Plätze. In den nun zwei Divisions sind die drei ersten Mannschaften nach Abschluss der regulären Saison direkt für die Play-offs qualifiziert, während die verbleibenden zwei Plätze mit den punktbesten aus beiden Divisionen aufgefüllt werden. Damit ist es auch möglich, dass eine Division fünf Mannschaften für die Play-offs stellt und die andere nur drei.
2017/18 wurde die Pacific Division der Western Conference um das Expansionsteam der Vegas Golden Knights erweitert. Zur Spielzeit 2021/22 folgten die Seattle Kraken, wobei die Arizona Coyotes in die Central Division umzogen.

## Teams

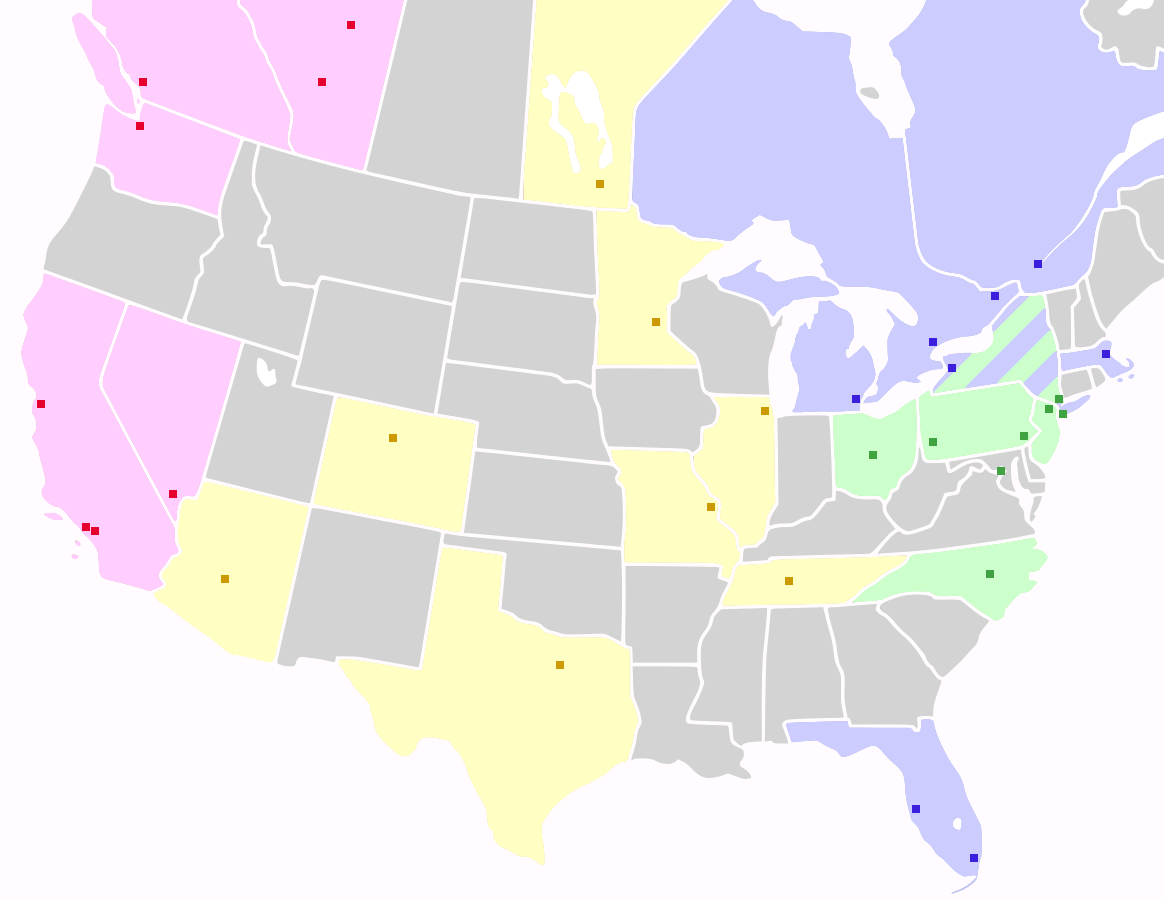
NHL Übersichtskarte

| Pacific Division (rechts in der Karte in violett) | Central Division (rechts in der Karte in gelb) |
| --- | --- |
| - Anaheim Ducks - Calgary Flames - Edmonton Oilers - Los Angeles Kings - San Jose Sharks - Seattle Kraken - Vancouver Canucks - Vegas Golden Knights | - Arizona Coyotes - Chicago Blackhawks - Colorado Avalanche - Dallas Stars - Minnesota Wild - Nashville Predators - St. Louis Blues - Winnipeg Jets |

## Sieger

Logo der Western Conference von 1993 bis 1997

Logo der Western Conference von 1997 bis 2006

| Jahr    | Reguläre Saison            | Playoffs                   |
| ------- | -------------------------- | -------------------------- |
| 1993/94 | Detroit Red Wings          | Vancouver Canucks          |
| 1994/95 | Detroit Red Wings          | Detroit Red Wings          |
| 1995/96 | Detroit Red Wings          | Colorado Avalanche         |
| 1996/97 | Colorado Avalanche         | Detroit Red Wings          |
| 1997/98 | Dallas Stars               | Detroit Red Wings          |
| 1998/99 | Dallas Stars               | Dallas Stars               |
| 1999/00 | St. Louis Blues            | Dallas Stars               |
| 2000/01 | Colorado Avalanche         | Colorado Avalanche         |
| 2001/02 | Detroit Red Wings          | Detroit Red Wings          |
| 2002/03 | Dallas Stars               | Mighty Ducks of Anaheim    |
| 2003/04 | Detroit Red Wings          | Calgary Flames             |
| 2004/05 | Lockout                    | Lockout                    |
| 2005/06 | Detroit Red Wings          | Edmonton Oilers            |
| 2006/07 | Detroit Red Wings          | Anaheim Ducks              |
| 2007/08 | Detroit Red Wings          | Detroit Red Wings          |
| 2008/09 | San Jose Sharks            | Detroit Red Wings          |
| 2009/10 | San Jose Sharks            | Chicago Blackhawks         |
| 2010/11 | Vancouver Canucks          | Vancouver Canucks          |
| 2011/12 | Vancouver Canucks          | Los Angeles Kings          |
| 2012/13 | Chicago Blackhawks         | Chicago Blackhawks         |
| 2013/14 | Colorado Avalanche         | Los Angeles Kings          |
| 2014/15 | St. Louis Blues            | Chicago Blackhawks         |
| 2015/16 | Dallas Stars               | San Jose Sharks            |
| 2016/17 | Chicago Blackhawks         | Nashville Predators        |
| 2017/18 | Nashville Predators        | Vegas Golden Knights       |
| 2018/19 | Calgary Flames             | St. Louis Blues            |
| 2019/20 | St. Louis Blues            | Dallas Stars               |
| 2020/21 | temporär keine Conferences | temporär keine Conferences |
| 2021/22 | Colorado Avalanche         | Colorado Avalanche         |
| 2022/23 | Vegas Golden Knights       | Vegas Golden Knights       |
| 2023/24 | Dallas Stars               | Edmonton Oilers            |
| 2024/25 | Winnipeg Jets              | Edmonton Oilers            |